# Ermengol I. (Urgell)
Ermengol I. der von Córdoba (katalanisch Ermengol el de Còrdova; † 2. Juni 1010 bei Córdoba) war ein Graf von Urgell und Begründer der Linie von Urgell des Hauses Barcelona.
Ermengol war der zweite Sohn des katalanischen Großgrafen Borrell II. († 992), der ihm aus seinem Länderkomplex die Grafschaft Urgell testamentarisch vermacht hatte, die damals das Gebiet von Alt Urgell mit dem Hauptort La Seu d’Urgell umfasste. Im Mai 998 war er gemeinsam mit dem Bischof von Vic, Arnulf, und dessen Amtskonkurrenten Guadald nach Rom gereist, um den Streit um das Bistum Vic der dort tagenden Synode unter dem Vorsitz Papst Gregors V. und Kaiser Ottos III. zur Entscheidung vorzulegen. Die Synode entschied zugunsten des Bischofs Arnulf. Im Jahr 1001 war Ermengol erneut nach Rom gereist, um dort mit dem Bischof von Urgell, Salla, bei Papst Silvester II. die Vereinigung der Klöster Sankt Clemens von Codinet und Sankt Andreas von Tresponts durchzusetzen.
Nach dem Tod des Muhammad al-Mansur 1002 hatte sich Ermengol im Kampf gegen die Mauren vom Kalifat von Córdoba engagiert. Im Frühjahr 1003 kämpfte er an der Seite von Bernard I. von Besalú, Wilfried II. von Cerdanya und Raimund Borrell von Barcelona in der siegreichen Schlacht von Torà (bei Lleida). Noch im selben Jahr war er aber gegen Abd al-Malik al-Muzaffar, den Sohn al-Mansurs, in der Schlacht von Albesa jedoch unterlegen und in zeitweilige Gefangenschaft geraten. Im Jahr 1007 hatte Ermengol in einer Urkunde ausgestellt im Kloster Sant Serni de Tavèrnoles die territorialen Grenzen von Andorra definiert, die bis heute gültig sind.
Im Jahr 1010 verbündete sich Ermengol mit seinem Bruder Raimund Borrell und dem aus Córdoba vertriebenen Kalifen Muhammad II. al-Mahdi, um gegen Sulaiman al-Mustain zu kämpfen. Das katalanische Heer konnte am 2. Juni 1010 in der Schlacht von Aqabat al-Baqar nordwestlich von Córdoba einen Sieg erringen und in der Folge die Stadt plündern. Ermengol war in dieser Schlacht jedoch gefallen, angeblich wurde er von den Berberkriegern enthauptet, die seinen Kopf als Trophäe benutzten. Sein Tod bei Córdoba hatte ihm seinen Beinamen eingebracht.
Ermengols Frau hieß Geriberga, die in einer Urkunde aus dem Jahr 1001 genannt wird. Als Witwe tätigte sie am 18. November 1010 mit ihrem Schwager eine Schenkung an die Kanoniker von La Seu d’Urgell. Ihr gemeinsamer Sohn war Ermengol II. der Pilger († 1039).